# 洪江市
洪江市（こうこう-し）は中華人民共和国湖南省懐化市に位置する県級市。長江の支流で、洞庭湖へ注ぐ沅江が流れている。

## 歴史
1997年11月に旧洪江市と旧黔陽県が合併してできた市である。ただし、旧洪江市の部分は合併により鎮となった後、1999年6月に副県級区の「洪江市洪江区」となり、2002年9月に懐化市政府の出張所が管轄する「懐化市洪江区」となった。

## 行政区画
- 街道：河浜路街道、沅江路街道、新街街道、高坡街街道
- 鎮：黔城鎮、安江鎮、托口鎮、雪峰鎮、江市鎮、沅河鎮、塘湾鎮
- 郷：岔頭郷、茅渡郷、大崇郷、熟坪郷、鉄山郷、群峰郷、湾渓郷、洗馬郷、沙湾郷、太平郷、岩壠郷、横岩郷、桂花園郷
- 民族郷：深渡ミャオ族郷、竜船塘ヤオ族郷